# Tenshu

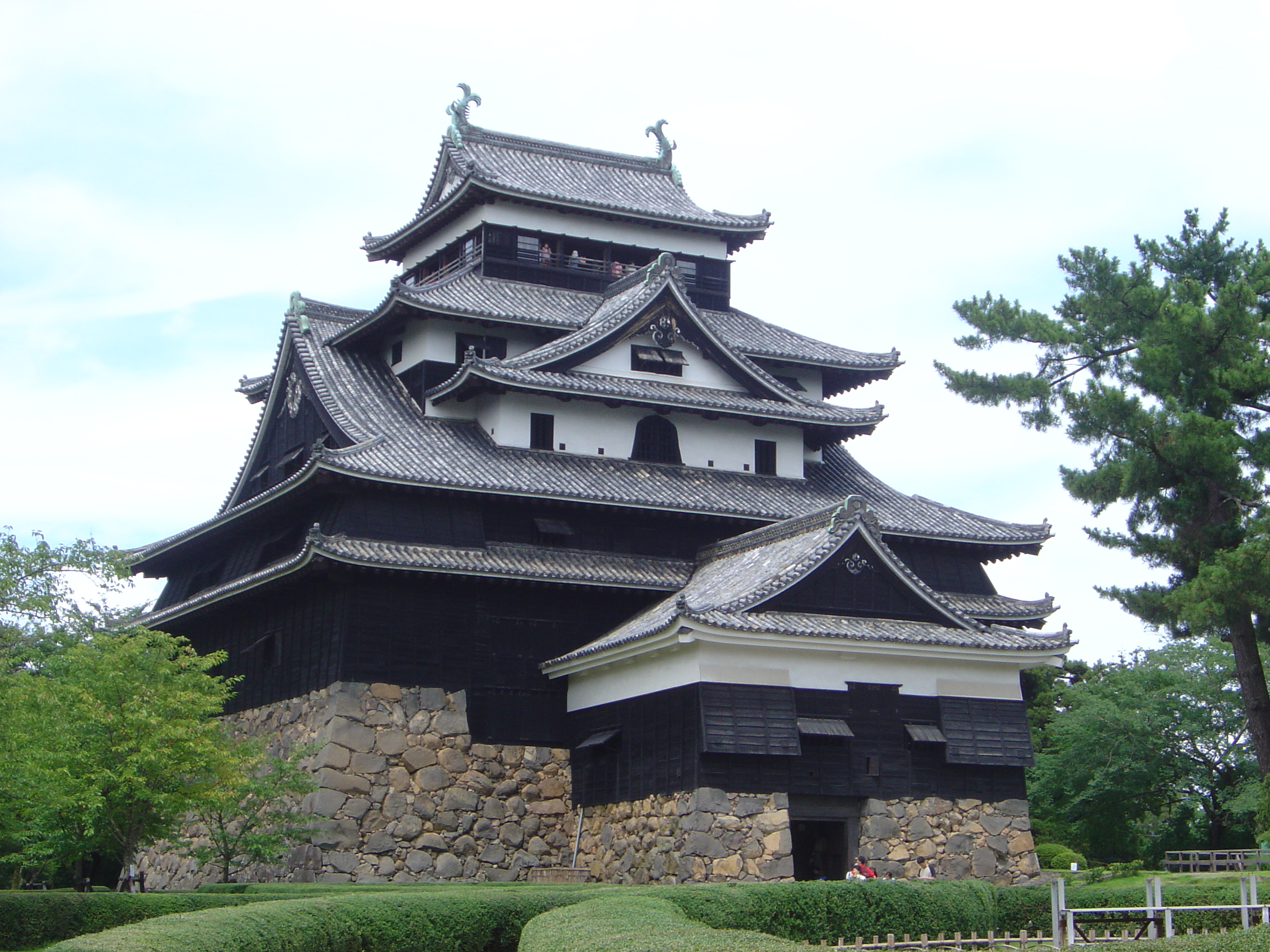
Le tenshu du château de Matsue.

Le tenshu (天守, 殿主, 殿守), également appelé  tenshukaku (天守閣) est la tour centrale ou le donjon principal d'un château japonais dont c'est la caractéristique la plus marquante. Bien que les châteaux précédents possèdent habituellement une structure défendable pour la résidence et/ou l'administration, l'architecture distincte tenshu est construite pour la première fois à la fin de la période Sengoku ou à l'époque Azuchi Momoyama (1573-1603).
Le château d'Azuchi, construit en 1576 par Oda Nobunaga est le premier château japonais à disposer d'un tenshu.